# Strieleckoje (rejon biełgorodzki)
Strieleckoje (ros. Стрелецкое) – wieś w Rosji, w obwodzie biełgorodzkim, w rejonie biełgorodzkim. W 2010 liczyła 6862 mieszkańców.